# Park Narodowy Azagny
Park Narodowy Azagny (fr. Parc national d'Azagny) – park narodowy w południowej części republiki Wybrzeża Kości Słoniowej, utworzony w 1981 roku. Obszary w parku objęto konwencją ramsarską (site no 790) 27 lutego 1996 roku, jest też uznawany za ostoję ptaków IBA.

## Opis
Park Narodowy Azagny został utworzony dekretem nr 81-218 z 4 kwietnia 1981 roku. Park pierwotnie powołano dla ochrony słoni leśnych (Loxodonta cyclotis) i bawołów afrykańskich (Syncerus caffer). Jego powierzchnia wynosi 194 km².
Park położony jest na wybrzeżu Zatoki Gwinejskiej na zachód od Abidżanu, między ujściem rzeki Bandama (na zachodzie) i laguną Ebrié (na wschodzie). Park przecina żeglowny kanał Asagni, łączący rzekę Bandama z laguną. 
Średnia roczna temperatura wynosi 26 °C, średnie roczne opady to około 1664 mm. Duża pora deszczowa z najwyższymi poziomami opadów trwa od kwietnia do połowy lipca, po niej następuje mała pora sucha od połowy lipca do połowy września, mała pora deszczowa trwa od połowy września do listopada, a po niej duża pora sucha od grudnia do kwietnia.
Około dwie trzecie powierzchni parku zajmują tereny podmokłe zdominowane przez namorzyny, ponadto występuje tam wilgotny las i nadmorska sawanna.

## Flora
Na suchych przybrzeżnych sawannach dominującym gatunkiem trawy jest Imperata cylindrica, natomiast z roślin drzewiastych występują tam głównie Borassus aethiopium i daktylowiec nagięty (Phoenix reclinata). Z kolei na mokrych sawannach przybrzeżnych dominuje trawa Echinochloa pyramidalis, gdzieniegdzie występują drzewa Nauclea latifolia. Głównymi roślinami obecnymi na bagnach są rafie, grzybienie egipskie (Nymphaea lotus), Utricularia andongensis, Syzygium guineense i Pandanus candelabrum. W lasach pierwotnych dominują gatunki takie jak: Nauclea diderrichii, Berlinia occidentalis, Strombosia pustulata, Scottellia klaineana, Lovoa trichilioides, Discoglypremna caloneura, Parinari excelsa, Guarea cedrata, Nesogordonia papaverifera, Erythrophleum ivorense, Tieghemella heckelii, Klainedoxa gabonensis, Lannea welwitschii, Heritiera utilis. Natomiast dominującymi gatunkami w lasach wtórnych są Musanga cecropioides, Anthocleista nobilis oraz puchowiec pięciopręcikowy (Ceiba pentandra). W lasach bagiennych wysytępują: Ficus congensis, Fleroya ledermannii, Uapaca paludosa, Raphia hookeri, Lophira alata, Chrysobalanus icaco oraz Calamus deeratus. W namorzynach najważniejszymi gatunkami są: Rhizophora racemosa, Avicennia germinans, Acrostichum aureum, grzybienie egipskie (Nymphaea lotus), Nymphaea rufescens, Echinochloa pyramidalis, pistia rozetkowa (Pistia stratiotes) oraz Sphagnum albicans.

## Fauna
Ssaki
Na terenie parku występują słonie leśne (Loxodonta cyclotis) i bawoły afrykańskie (Syncerus caffer), można spotkać również szympansy (Pan troglodytes), pragerezy oliwkowe (Procolobus verus), gerezy niedźwiedzie (Colobus vellerosus), Cercocebus atys lunulatus, Cercopithecus roloway, hipopotamy karłowate (Choeropsis liberiensis), dzikany rzeczne (Potamochoerus porcus), wodnokanczyle afrykańskie (Hyemoschus aquaticus), bongo leśne (Tragelaphus eurycerus), dujkerczyki karłowate (Philantomba maxwellii), dujkery rudobokie (Cephalophus rufilatus), dujkery czarne (Cephalophus niger), dujkery żółtopręgie (Cephalophus silvicultor), dujkery czarnopręgie (Cephalophus dorsalis), antylopki karłowate (Neotragus pygmaeus), a w lagunie Ébrié manaty afrykańskie (Trichechus senegalensis).
Próba zwiększenia liczebności dujkerów czarnopręgich (Cephalophus dorsalis) w parku zakończyła się niepowodzeniem z powodu drapieżnictwa ze strony pytonów.
Ptaki
Na terenie parku zarejestrowano występowanie 162 gatunków ptaków. Park jest ważnym siedliskiem ptaków żyjących na terenach podmokłych i od 1996 roku jest chroniony w ramach konwencji ramsarskiej.
Występują tu gatunki ptaków takie jak: czapla złotawa (Bubulcus ibis), czapla nadobna (Egretta garzetta), czapla siwa (Ardea cinerea), ślepowron zwyczajny (Nycticorax nycticorax), sokół wędrowny (Falco peregrinus), Bycanistes cylindricus, Ceratogymna elata, Illadopsis rufescens, Apalis sharpii, Hylopsar cupreocauda, Tigriornis leucolopha, gwinejka (Pteronetta hartlaubii), krogulec tropikalny (Accipiter erythropus), frankolin czarnogardły (Peliperdix lathami), Himantornis haematopus, wodnik szarogardły (Canirallus oculeus), Turtur brehmeri, żako (Psittacus erithacus), nierozłączka obrożna (Agapornis swindernianus), turak zielonoczuby (Tauraco persa), Centropus leucogaster, Bubo poensis, Neafrapus cassini, Eurystomus gularis, Horizocerus albocristatus, Lophoceros camurus, Lophoceros fasciatus, Bycanistes fistulator, Gymnobucco calvus, Pogoniulus scolopaceus, Pogoniulus subsulphureus, wąsalik (Buccanodon duchaillui), Tricholaema hirsuta, Chloropicus pyrrhogaster, Hirundo nigrita, Cyanograucalus azureus, Eurillas gracilis, Eurillas curvirostris, Baeopogon indicator, Chlorocichla simplex, Thescelocichla leucopleura, Phyllastrephus icterinus, Bleda syndactylus, Bleda canicapillus, Nicator chloris, Criniger barbatus, Malaconotus cruentus, Prionops caniceps, wahal rudy (Stizorhina fraseri), Neocossyphus poensis, Alethe diademata, Stiphrornis erythrothorax, Cercotrichas leucosticta, Illadopsis cleaveri, Illadopsis fulvescens, Sylvietta virens, Macrosphenus concolor, Hylia prasina, Fraseria cinerascens, Muscicapa ussheri, Muscicapa cassini, Megabyas flammulatus, Platysteira castanea, Erythrocercus mccallii, Terpsiphone rufiventer, Deleornis fraseri, Anthreptes gabonicus, Anthreptes seimundi, Anabathmis reichenbachii, Cyanomitra cyanolaema, Chalcomitra fuliginosa, Chalcomitra adelberti, Cinnyris johannae, Nigrita bicolor, Pyrenestes sanguineus, Spermophaga haematina, Ploceus aurantius, Ploceus nigerrimus, Malimbus scutatus, Malimbus nitens, Malimbus malimbicus, Malimbus rubricollis, Onychognathus fulgidus, wilga kapturowa (Oriolus brachyrhynchus), Dicrurus atripennis.
Gady
Na terenie parku występują różne gatunki krokodyli: nilowy (Crocodylus niloticus), błotny (Crocodylus palustris), wąskopyski (Mecistops cataphractus) oraz krótkopyski (Osteolaemus tetraspis), jak również cztery gatunki żółwi.
Płazy
Z płazów stwierdzono występowanie Morerella cyanophthalma, Aubria subsigillata, Hyperolius fusciventris lamtoensis, Kassina arboricola, Leptopelis spiritusnoctis, Phrynobatrachus latifrons, Ptychadena aequiplicata i Xenopus tropicalis.